# COSPLAY症候群
《COSPLAY症候群》是由TNK製作的OVA作品，於2002年發售共三集，中文版由臺灣的元美國際映像代理發售。

## 角色
長谷川茶子（長谷川 チャコ，聲優：野川櫻）
大泉東學園國中部二年級學生，COSPLAY會的成員。
デルモ（聲優：釘宮理恵）
茶子的妖精。
今井まりあ（聲優：千葉紗子）
茶子的親友，COSPLAY同好會的成員。
今井あてな（聲優：清水愛）
小學部二年級學生，まりあ的妹妹，COSPLAY同好會的成員。
青島麗華（聲優：高橋智秋）
國中部三年級學生，COSPLAY會的副部長。
ジェニー・マテル（聲優：渡邊明乃）
國中部二年級學生，來至意大利的留學生，COSPLAY會的成員。
万代五郎（聲優：千葉進步）
國中部三年級學生，COSPLAY會的部長。
田宮耕介（聲優：櫻井孝宏）

有井幸子（聲優：增田由紀）

イケブクロウ（聲優：小野健一）

鷹良蘭子（聲優：井上喜久子）

富井つかさ（聲優：淺野真澄）

## 主題曲
片頭曲「萌えてこそ・コスプレ」
作詞：六月十三，作曲：千澤仁，編曲：須藤賢一，歌手：長谷川チャコ、デルモ、今井まりあ、今井あてな、ジェニー・マテル、青島麗華
片尾曲「コスプレ音頭」
作詞 - 六月十三，作曲：宮島律子，編曲：須藤賢一，歌手：長谷川チャコ、デルモ、今井まりあ、今井あてな、ジェニー・マテル、青島麗華

## 集數列表
| 集數   | 中文標題                      | 日文標題 | 分鏡       | 演出                | 作畫監督   | 發售日        |
| ------ | ----------------------------- | -------- | ---------- | ------------------- | ---------- | ------------- |
| Round1 | COSPLAY部誕生                 |          | 木村真一郎 | 木村真一郎 長井龍雪 | 杉藤さゆり | 2002年5月25日 |
| Round2 | 魅惑的夏季露營                |          | 大畑清隆   | 木村真一郎 長井龍雪 | 寺岡巌     | 2002年7月25日 |
| Round3 | 決戰!大泉東學園體育館烈焰沖天 |          | 木村真一郎 | 木村真一郎 長井龍雪 | 杉藤さゆり | 2002年9月25日 |

## 製作人員
- 企画：有栖川ケイ
- 原作：六月十三
- 監督：木村真一郎
- 系列構成、劇本：木村暢
- 人物設定、總作画監督：平田雄三
- 道具設計：森木靖泰
- 美術監督：永吉幸樹
- 色彩設定：植木義則
- 撮影監督：岡崎英夫
- 編輯：秋山涼路
- 音樂：平岩嘉信
- 音樂製作人：井上俊次
- 音響監督：高橋秀雄
- 製作人：伊藤敦
- 動畫製作人：加藤長輝
- 動畫制作：TNK
- 製作：こすぷれCOMPLEX製作委員会（角川書店、ビームエンタテインメント、KlockWorx、IMAGICA、TNK）

## 相關作品
漫畫
同名漫畫由酒月ほまれ作畫，單行本由角川書店在2002年8月1日發售，中文版由臺灣的東立出版社代理發售。
原聲帶
原聲帶《さんとらCOMPLEX》由Lantis在2002年9月25日發售。

## 外部連結
- 官方網站（页面存档备份，存于）（日語）